# ON THE STREET
『ON THE STREET』（オン・ザ・ストリート）は、朝日放送テレビ（関西ローカル）にて放送された深夜の音楽番組。

## 概要
朝日放送テレビとニコニコチャンネル『Novelbright CHANNEL』で放送、生配信される音楽番組である。ABCで2021年7月4日（7月3日深夜）から10月17日（10月16日深夜）まで放送。放送時間は日曜0:05 - 0:35（土曜深夜）である。
番組のレギュラーアーティストとしてNovelbrightが出演する。
ニコニコチャンネルでは、Novelbrightの生演奏やゲストアーティストとのコラボ演奏などの番組収録の様子を、有料課金コンテンツのオンラインライブとして生配信。また、コメント機能やアンケート機能を活用した双方向のコミュニケーションも楽しめるようになっている。ABCでの地上波放送では、ニコニコチャンネルでのオンラインライブに加え、ライブ未公開トークやメイキング映像などを交えて放送される。

## 放送リスト
| 回     | 放送日         | 番組MC           | ゲストアーティスト                         |
| ------ | -------------- | ---------------- | ------------------------------------------ |
| 第1回  | 2021年7月4日   | 3時のヒロイン    | 眉村ちあき                                 |
| 第2回  | 2021年7月11日  | 3時のヒロイン    | 川崎鷹也                                   |
| 第3回  | 2021年8月8日   | 3時のヒロイン    | （なし）                                   |
| 第4回  | 2021年8月15日  | 3時のヒロイン    | 眉村ちあき、川崎鷹也                       |
| 第5回  | 2021年8月29日  | アインシュタイン | KEYTALK                                    |
| 第6回  | 2021年9月5日   | アインシュタイン | 伊藤千晃                                   |
| 第7回  | 2021年9月12日  | アインシュタイン | まるりとりゅうが                           |
| 第8回  | 2021年9月19日  | アインシュタイン | 伊藤千晃、KEYTALK、まるりとりゅうが        |
| 第9回  | 2021年9月26日  | ニューヨーク     | HAN-KUN（湘南乃風）                        |
| 第10回 | 2021年10月3日  | ニューヨーク     | 向井太一                                   |
| 第11回 | 2021年10月10日 | ニューヨーク     | all at once                                |
| 第12回 | 2021年10月17日 | ニューヨーク     | HAN-KUN（湘南乃風）、向井太一、all at once |